# M!ssundaztood
M!ssundaztood je druhé studiové album zpěvačky P!nk vydané 20. listopadu 2001.
Pink dospěla k názoru, že se chce stát více vážnou umělkyní a hudební tvůrkyní. Vydala se se svým hlasem jiným směrem a během nahrávání jej více kreativně uchopila. Oslovila vokalistku seskupení 4 Non Blondes Lindu Perry, která říká: „Na začátku jsem pouze řekla: Co cítíš? A ona (Pink) sedla k pianu a zpívala.“ Perry skládala a produkovala album s Dallasem Austinem a Scotem Storchem.
Hlavní singl „Get The Party Started“ se dostal do Americké Top 5 a dokonce se stal číslem jedna v Austrálii. V roce 2002 vyhrál cenu MTV za Nejlepší ženské video a Nejlepší taneční video. Další singly tohoto alba „Don't Let Me Get Me“, „Just Like a Pill“ a „Family Portrait“ byly taky velmi úspěšné. Poslední zmiňovaný se stal „hymnou" dětí, jejichž rodiče se rozvedli.
M!ssundaztood byl korunován platinovým a zlatým albem ve více než dvaceti zemích světa, s ročním prodejem 16 milionů kopií. Bylo to druhé nejprodávanější album v Británii za rok 2002. Písně „M!ssundaztood“ a „Get the party started“ si vysloužili nominaci na cenu Grammy za rok 2003 v kategoriích Nejlepší popové album a Nejlepší popové ženské pěvecké vystoupení.

## Seznam písní
1. M!ssundaztood – 3:36
2. Don't Let Me Get Me – 3:31
3. Just like a Pill – 3:57
4. Get the Party Started – 3:11
5. Respect – 3:25
6. 18 Wheeler – 3:44
7. Family Portrait – 4:56
8. Misery – 4:33
9. Dear Diary – 3:29
10. Eventually – 3:34
11. Lonely Girl – 4:21
12. Numb – 4:06
13. Gone to California – 4:34
14. My Vietnam – 5:19

## Singly
- „Get The Party Started“
- „Don't Let Me Get Me“
- „Just Like a Pill“
- „Family Portrait“